# Pertes humaines pendant la Seconde Guerre mondiale
Pour les morts de la Première Guerre mondiale, voir Pertes humaines de la Première Guerre mondiale.

Pertes humaines de la Seconde Guerre mondiale par pays.

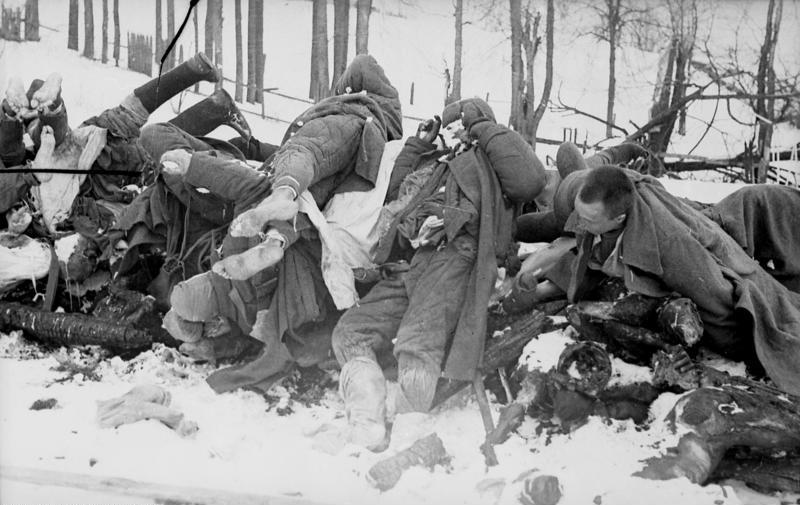
Soldats soviétiques tués à Kholm en janvier 1942. Avec près de 26 millions de morts, l'Union soviétique a payé le tribut humain le plus élevé de la Seconde Guerre mondiale.

La Seconde Guerre mondiale fut le conflit le plus meurtrier de l'Histoire avec plus de 60 millions de morts, soit 2,5 % de la population mondiale de l'époque, dont la majorité fut des civils. Les tableaux suivants détaillent les pertes de chaque pays.
Mondialement, les estimations des historiens varient de 50 millions à 85 millions de morts. Ces valeurs ne prennent pas en considération les morts de carences, privations, de suites de blessures, ou autres maladies consécutives au conflit, après mai 1945, en Europe, et septembre 1945, en Asie.

## Pertes humaines
Les statistiques des pertes de la Seconde Guerre mondiale varient, avec des estimations allant de 50 millions à plus de 70 millions de morts, ce qui en fait le conflit le plus meurtrier de l'histoire de l'humanité, mais pas en termes de décès par rapport à la population mondiale.
Les civils ont totalisé 40 à 52 millions de morts, dont 13 à 20 millions de maladies ou de la famine du fait de la guerre. Les pertes militaires s'évaluent entre 22 et 25 millions, dont 5 millions de prisonniers de guerre morts en captivité.
Les statistiques ne donnent pas le chiffre du nombre des morts après septembre 1945 (et après mai 1945 pour l'Europe), sans doute élevé : un grand nombre de soldats grièvement blessés décédèrent, ainsi qu'un grand nombre de déportés rescapés, qui moururent des conséquences de mauvais traitements, de privations diverses, etc. Du fait du manque de services médicaux et hospitaliers, souvent dégradés, la mortalité était plus importante qu'avant 1939. Après 1945, la famine était très visible en certaines zones de l'URSS, dans les Balkans, et même dans l'Europe occidentale, sans oublier l'Asie.
Les chiffres conservent une part d'approximation selon les décomptes des disparitions, des déplacements de populations et des séquelles. Les usurpations d'identité et les destructions de l'état civil compliquent la tâche.

### Tableau
Le tableau suivant présente le nombre de tués pour chaque pays avec sa population d'avant-guerre pour montrer l'impact relatif de ces pertes. Les pertes militaires incluent les morts au combat et les disparus ainsi que les pertes liées aux accidents, aux maladies et aux décès en captivité. Les pertes civiles regroupent les victimes des bombardements stratégiques, de la Shoah, des crimes de guerre japonais, des transferts de population en Union soviétique, des autres crimes de guerre et des morts dues aux famines et aux maladies liées à la guerre. L'estimation du nombre de tués lors d'une guerre est un sujet controversé et les historiens avancent souvent plusieurs estimations différentes sur le nombre de victimes de la Seconde Guerre mondiale. La distinction entre les pertes civiles et militaires causées directement par les combats et les dommages collatéraux n'est pas toujours très claire. Les notes de bas de page donnent une analyse plus détaillée du nombre de victimes et leurs sources.

### Shoah

#### Victimes juives

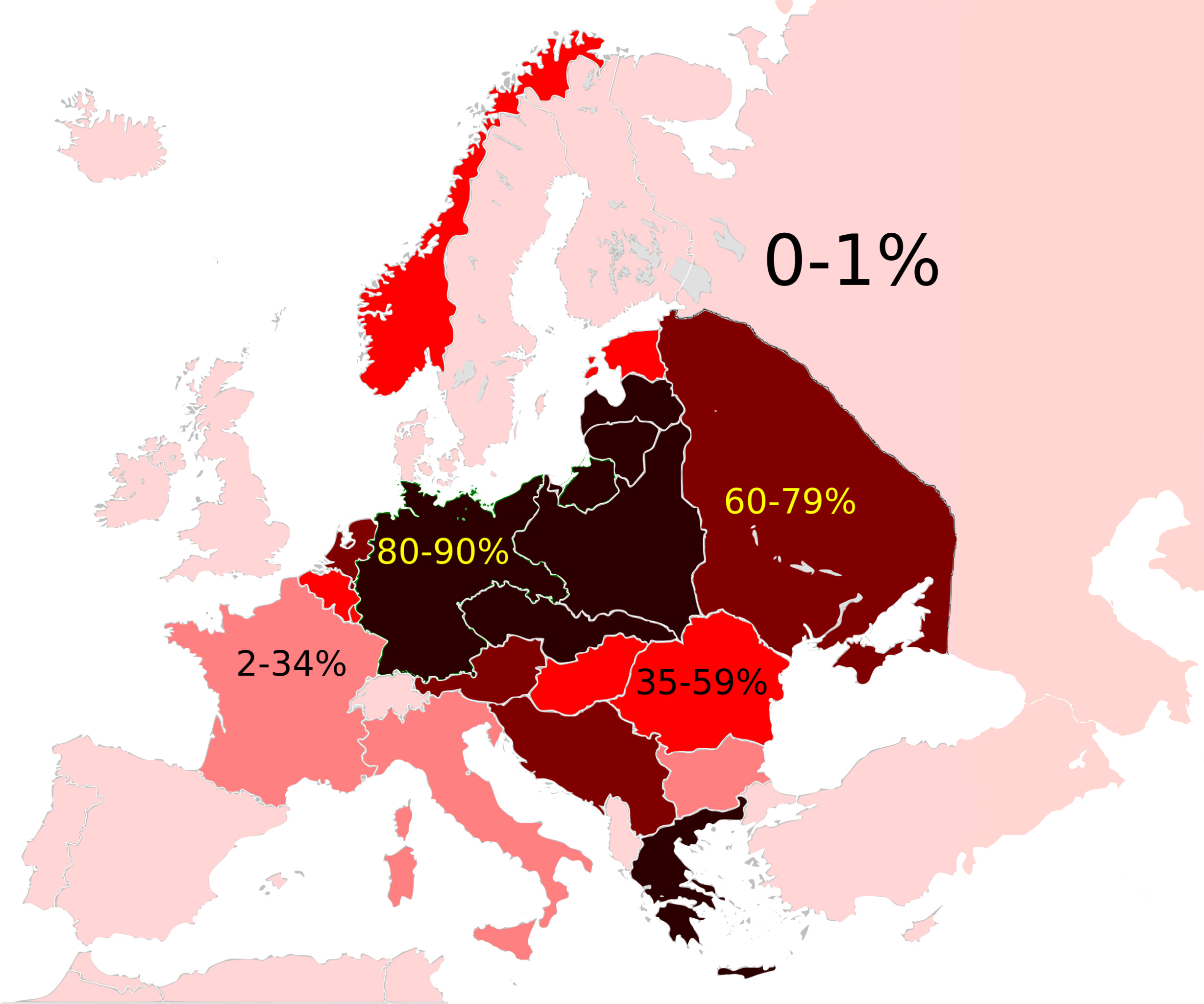
Taux de mortalité de la population juive par pays.

La Shoah est le terme généralement employé pour désigner le génocide d'environ six millions de Juifs européens durant la Seconde Guerre mondiale. L'historien Martin Gilbert estime que 5,7 des 7,3 millions (78 %) de Juifs vivant dans les territoires occupés par l'Allemagne ont été victimes de la Shoah. Les autres estimations vont de 4,9 à 6 millions de Juifs.
Détail des victimes :
- camps d'extermination nazis : selon l'institut de la mémoire nationale polonais, 2 830 000 Juifs furent tués dans les camps nazis[21] :
  - Auschwitz-Birkenau : 1 100 000 morts ;
  - Treblinka : 850 000 morts ;
  - Belzec : 500 000 morts ;
  - Sobibor : 150 000 morts ;
  - Chełmno : 150 000 morts ;
  - Majdanek : 80 000 morts ;

L'historien Raul Hilberg donne le chiffre de 3 millions de morts juifs dans les camps de la mort.
- Massacres en URSS par les Einsatzgruppen : Raul Hilberg avance à 1,4 million le nombre de Juifs tués par les groupes de tuerie mobiles[22].
- Morts supplémentaires dans les ghettos de l'Europe occupée : 700 000 selon Raul Hilberg[22]

#### Victimes non-juives
Certains historiens avancent que la définition de la Shoah regroupe également les autres populations persécutées et massacrées par les Nazis,,,,. Avec cette définition, le nombre total des victimes de la Shoah se trouve entre 11 et 17 millions.
- Russes, Ukrainiens et Biélorusses : Les sources anglophones estiment que de 4,5 à 11,7 millions de civils soviétiques furent victimes du nettoyage ethnique nazi et de la guerre[29],[25],[30]. Un rapport de l'Académie russe des sciences publié en 1995 estime à 13,7 millions, le nombre de civils tués lors de l'occupation allemande[31],[32]. Les sources contemporaines russes emploient les termes « génocide » et « extermination préméditée » pour désigner les pertes civiles dans l'URSS occupée. Les civils tués en représailles des actions des partisans soviétiques et victimes des famines liées à la guerre représentent une grande part du total[33]. Les sources russes incluent les victimes juives de la Shoah dans le décompte des pertes civiles. Au total, il est estimé que 26 millions de Soviétiques (militaires et civils) sont morts, entre 1941 et 1945, mais certains historiens parlent de 28 à 29,5 millions de morts.
- En 1965, sous Khroutchev, les autorités de l' URSS indiquaient que le conflit avait coûté la vie à 15 millions de Soviétiques (militaires et civils). En 1978, sous Léonide Brejnev, 18 millions de morts sont évoqués. En 1983, pendant la brève présidence de Youri Andropov, 19 millions de morts étaient évoqués. En 1986, sous Gorbatchev, et la Perestroïka, le régime commence à évoquer les chiffres réels du bilan et confirme que le conflit avait dépassé les 20 millions de morts, en avançant 21 millions de morts militaires et civils. À partir de 1986, le régime commencera à ouvrir les archives aux historiens (registres des victimes dans les hôpitaux, registres des morts militaires, etc.) Depuis, les chiffres ne cessent d'évoluer. De nos jours, le bilan des victimes soviétiques de la Seconde Guerre mondiale n'est toujours pas définitif. Le dernier bilan évoque 26,6 millions de morts (militaires et civils).
- Prisonniers de guerre : 3,1 millions de soldats moururent dans les camps de prisonniers allemands durant la guerre[27] dont de 2,6 à 3 millions de prisonniers de guerre soviétiques. Cela représentait environ 55 % de l'ensemble des soldats soviétiques capturés par l'armée allemande[34].
- Polonais : Entre 1,8 et 1,9 million de civils polonais périrent durant l'occupation allemande[35].
- Serbes : Le nombre de Serbes persécutés par les Oustachis est incertain et sujet à de nombreux débats. Le mémorial de Yad Vashem l'estime à 500 000 tués, 250 000 expulsés et 200 000 convertis de force au catholicisme[36]. Selon le musée du Mémorial de l'Holocauste des États-Unis, les autorités croates ont tué entre 320 000 et 340 000 Serbes habitant en Croatie et en Bosnie durant la guerre. Sur ce nombre, entre 45 000 et 52 000 furent assassinés au camp d'extermination de Jasenovac[37].

- Roms : Les estimations du nombre des victimes roms varient entre 130 000 et 500 000 morts[23],[38],[39]. L'historien Ian Hancock avance que le nombre de victimes pourrait se trouver entre 500 000 et 1 500 000[40] et que, proportionnellement, le nombre de victimes égale « et dépasse très certainement celui des victimes juives[41] ». Dans un article de 2010, Hancock avance que le nombre de Roms tués a été sous-estimé, car ils étaient rassemblés avec d'autres groupes dans les documents nazis sous des désignations comme « restant à liquider », « parasites » et « partisans »[42].
- Personnes handicapées : Entre 200 000 et 250 000 personnes handicapées physiques et mentales furent tuées dans le cadre du programme Aktion T4[43]. Un rapport de 2003 des Archives fédérales allemandes avance le nombre total de 200 000 morts[44],[45].
- Homosexuels : Entre 10 000 et 15 000 homosexuels périrent dans les camps de concentration nazis[46].
- Autres victimes des persécutions nazies : Entre 1 000 et 2 000 ecclésiastiques catholiques[47], environ 1 000 témoins de Jéhovah[48] et un nombre inconnu de francs-maçons[49] périrent dans les camps et les prisons allemandes. Les personnes noires en Allemagne et dans les territoires occupés furent soumises à de nombreuses persécutions allant de la stérilisation à l'incarcération et au meurtre[50]. Sous l'ère nazie, les communistes, les socialistes, les sociaux-démocrates et les dirigeants syndicaux furent victimes de persécutions[51].

### Crimes de guerre japonais
- L'historien R. J. Rummel estime le nombre de victimes civiles à 5 424 000. Détail par pays : Chine 3 695 000, Indochine 457 000, Corée 378 000, Indonésie 375 000, Malaisie 283 000, Philippines 119 000, Birmanie 60 000, îles du Pacifique 57 000. Rummel évalue le nombre de prisonniers de guerre morts en captivité à 539 000. Détail par pays : Chine 400 000, Indochine française 30 000, Philippines 27 300, Pays-Bas 25 000, France 14 000, Royaume-Uni 13 000, colonies britanniques 11 000, États-Unis 10 700, Australie 8 000[52],[27].
- Werner Gruhl estime les pertes civiles à 20 365 000. Détail par pays : Chine 12 392 000, Indonésie 3 000 000, Indochine 1 500 000, Corée 500 000, Philippines 500 000, Birmanie 170 000, Malaisie 100 000, Timor 60 000, Thaïlande et îles du Pacifique 60 000. À ce nombre s'ajoutent 70 000 travailleurs forcés en Asie du Sud-Est et 30 000 civils non-asiatiques[53]. Gruhl estime le nombre de prisonniers de guerre morts en détention à 331 584. Détail par pays : Chine 270 000, Philippines 20 000, États-Unis 12 935, Royaume-Uni 12 433, Pays-Bas 8 500, Australie 7 412, Canada 273, Nouvelle-Zélande 31[53].
- L'historien Chalmers Johnson a écrit que « les Japonais ont massacré jusqu'à 30 millions de Philippins, de Malais, de Vietnamiens, de Cambodgiens, d'Indonésiens et de Birmans dont au moins 23 millions étaient d'origine chinoise[54] ».
- Sur les 130 895 civils occidentaux internés par les Japonais, 14 657 moururent de faim et de maladie[55],[56].

### Répression en Union soviétique
Le nombre total des morts en URSS inclut les victimes de la répression soviétique. Le nombre de morts dans les camps de travail (goulag) fut accru par la surpopulation du temps de guerre et les pénuries de nourriture. Le régime stalinien déporta des populations entières de minorités jugées potentiellement déloyales. Depuis 1990, les historiens russes peuvent accéder aux archives de la période soviétique et ont publié des articles sur le nombre des personnes exécutées et celles mortes dans les camps de travail et les prisons. L'historien russe Viktor Zemskov avance le nombre d'un million de morts entre 1941 et 1945 en s'appuyant sur les données des archives soviétiques. Selon l'historien Michael Haynes, il y eut 1 187 783 victimes entre 1939 et 1945 dont 46 350 exécutions judiciaires, 718 804 morts au goulag et 422 629 dans les prisons et les colonies pénitentiaires. Ces données font cependant l'objet de nombreux débats ; John Arch Getty et Stephen Wheatcroft avancent que les archives documentent précisément les victimes du goulag sous la période stalinienne,. Robert Conquest et Steven Rosefielde remettent néanmoins cette précision en cause en avançant que les données démographiques et les témoignages des survivants indiquent un nombre de victimes plus important,. Rosefielde considère que l'ouverture des archives soviétiques est une opération de désinformation organisée par le KGB. Rosefielde affirme que les données des archives soviétiques sont incomplètes ; il indique par exemple qu'elles n'incluent pas les 22 000 victimes du massacre de Katyn. L'étude démographique de Rosenfielde suggère qu'il y eut 2 183 000 morts supplémentaires en 1939-1940 et 5 458 000 entre 1941 et 1945. Michael Haynes et Rumy Husun considèrent que les données des archives soviétiques sont correctes et avancent que les données démographiques sont plus représentatives d'une économie soviétique sous développée et des pertes de la Seconde Guerre mondiale que d'un plus grand nombre de victimes dans les goulags.
En août 2009, l'Institut de la Mémoire nationale polonais a estimé que 150 000 citoyens polonais ont été victimes de la répression soviétique. Depuis la chute de l'URSS, les historiens polonais ont pu accéder aux archives soviétiques relatives à l'occupation de la Pologne. Andrzej Paczkowski estime qu'entre 90 000 et 100 000 du million de Polonais déportés ont péri et que 30 000 ont été exécutés par les Soviétiques. En 2005, l'historien Tadeusz Piotrowski avança que 350 000 Polonais avaient été tués par les Soviétiques.
La Commission nationale estonienne sur l'examen des politiques de répression avance que le nombre de victimes civiles durant l'occupation soviétique entre 1940 et 1941 est de 33 900. Sur ce nombre 7 800 avaient été arrêtés, 6 000 avaient été déportés, 5 000 avaient été évacués, 1 100 ont disparu et 14 000 réquisitionnés comme main d'œuvre forcée. Après la réoccupation par l'URSS, 5 000 Estoniens périrent dans les prisons soviétiques entre 1944 et 1945.
Durant la Seconde Guerre mondiale, l'Union soviétique déporta de nombreuses populations jugées potentiellement déloyales dans des implantations spéciales. Les chiffres donnés ci-dessous n'incluent pas les exécutions, les déportations dans les camps de travail du goulag, les conscriptions dans l'Armée rouge ou les déportations ayant eu lieu après la guerre.
- Entre 380 000 et 390 000 personnes furent déportées des territoires annexés en 1940 et 1941 dont 309 000 à 312 000 Polonais, 22 842 Moldaves, 17 500 Lituaniens, 17 000 Lettons et 6 000 Estoniens[73]. En août 1941, 243 106 Polonais vivant dans les implantations spéciales furent amnistiés et libérés par les Soviétiques[74].

- Environ 2,3 millions de citoyens soviétiques appartenant à des minorités ethniques furent déportés durant la guerre. Ce chiffre inclut 1209000 Allemands soviétiques, 479 000 Tchétchènes et Ingouches, 191 014 Tatars de Crimée, 100 000 membres ukrainiens de l'OUN, 92000 Kalmouks, 91 000 Turcs de Meskheti, 69 000 Karatchaïs, 42 000 Grecs, Bulgares et Arméniens de Crimée, 37 000 Balkars, 30 000 Polonais, 9 000 Finlandais[75].

- Un total de 2 230 500 personnes habitaient dans les implantations spéciales en octobre 1945 et les archives indiquent que 309 100 morts furent enregistrées dans ces zones entre 1941 et 1948[76]

Les sources russes avancent que 580 589 prisonniers de guerre de l'Axe périrent dans les camps soviétiques. Détail par pays : Allemagne 381 067, Japon 62 069, Hongrie 54 755, Roumanie 54 612, Italie 27 683 et Finlande 403. Certains historiens occidentaux estiment néanmoins que le total se trouverait entre 1,7 et 2,3 millions.